# Mahmud Ahmed Sherifo
Mahmud Ahmed Sherifo est un homme d'État érythréen, né le 4 avril 1947 à Keren.

## Biographie
Mahmud Ahmed Sherifo termine ses études secondaires au lycée de Dekemhare en 1967. Il rejoint les camps du Front de libération de l'Érythrée la même année. Il est envoyé au Caire pour suivre des études supérieures. Il revient diplômé en 1972 et rejoint le mouvement contestataire des jeunes mené par Isaias Afwerki et Abraham Tewolde.
Mahmud Ahmed Sherifo devient membre du comité exécutif du Front populaire de libération de l'Érythrée et participe au développement du mouvement. Il a de nombreux postes importants durant la période 1974-1991[évasif].
En 1991, à la suite de l'indépendance de l'Érythrée, il est nommé vice-secrétaire général du gouvernement provisoire d'Érythrée (Gezyawi mengesti hager Ertra). En 1993, il devient vice-président du nouvel État. En mai 1993, il officialise l'établissement de relations diplomatiques entre la Chine et l'Érythrée Il reçoit en plus le poste de ministre de l'Intérieur en 1994 puis, lors du remaniement ministériel de 1997, il quitte l'Intérieur pour le ministère des Gouvernements locaux, qu'il dirige jusqu'en 2001, chargé entre autres de la mise en œuvre du projet de loi sur l'autorisation des partis politiques.
Mahmud Sherifo critique la politique du président érythréen Isaias Afwerki lors d'une interview en mai 2001 ; il lance le mouvement de contestation qui mènera à la « Lettre des 15 », une lettre ouverte appelant à un dialogue pacifique et démocratique dans le conflit armé avec l'Éthiopie, et dénonçant la dérive dictatoriale du dirigeant actuel. Il est arrêté le 18 septembre 2001,, et conduit de force dans les cellules du poste de police n°1 d'Asmara. Les prisonniers du G15 ont ensuite été transférés au complexe secret d'EiraEiro construit spécialement pour eux. Il serait mort en détention le 6 juin 2003,.